# BB Tecnologia e Serviços
A BB Tecnologia e Serviços (BBTS), anteriormente denominada Cobra Tecnologia, é uma empresa de Tecnologia da Informação brasileira que atualmente pertence ao  conglomerado Banco do Brasil.

## História
Na década de 1950, surge no Brasil o desejo de se desenvolver um computador nacional, aos moldes da indústria que surgia no exterior. Em 1961, alunos do Instituto Tecnológico de Aeronáutica (ITA) criam o primeiro projeto de computador em território nacional, que foi chamado de "Zezinho".
Outras universidades começam a desenvolver seus próprios projetos: A Unicamp, com apoio da Marinha, lança o "Projeto Cisne Branco". Na Universidade de São Paulo (USP), se desenvolve o "Pato Feio". O nome é uma pequena piada, pois se a prioridade do Governo Militar era o Cisne Branco, o projeto da USP era o patinho feio da história. Fato é que o Pato Feio fica pronto antes, com o tamanho de uma geladeira e a memória de uma agenda eletrônica.
Na mesma época, a Marinha compra seis fragatas inglesas. Os sistemas de armas desses modernos navios de guerra eram todos controlados por computador. Dominar a tecnologia virou questão de segurança nacional. Os criadores do Pato Feio foram então contratados pela Marinha para desenvolver um novo computador, batizado de G10. 

## A Fundação
Em 18 de julho de 1974, nasce a Cobra - Computadores e Sistemas Brasileiros, no Rio de Janeiro, com o objetivo de desenvolver tecnologia genuinamente nacional. A primeira fábrica de computadores seria fruto da união da Marinha, do Banco Nacional de Desenvolvimento Econômico e Social (BNDES) e da fábrica inglesa Ferranti.
A equipe da empresa foi formada inicialmente por profissionais que vieram da Pontifícia Universidade Católica do Rio de Janeiro (PUC-RJ), da USP (Pato Feio) e do Serviço Federal de Processamento de Dados (Serpro) (RJ).
A criação da Cobra justificou-se tanto pela razão estratégica, de prover o Brasil de domínio tecnológico, quanto econômica, por real necessidade do mercado interno.
De início, a Empresa reproduziu aqui um computador da Ferranti. Com o conhecimento adquirido, foi possível desenvolver novas placas, alterar componentes e criar novos modelos de fabricação.

## Anos 1980
Em pouquíssimos anos, mais da metade do mercado nacional de informática já era constituído de produtos desenvolvidos e fabricados em solo nacional. A Cobra serviu de estímulo para a criação de várias outras empresas, tornando-se pedra fundamental do setor de informática no País. De mero consumidor, o Brasil passou a exportar para o Mundo sua tecnologia.
Foram vendidas cerca de seis mil unidades dos computadores da linha 500 / 530, um enorme sucesso comercial para época, com preços compatíveis aos praticados no mercado europeu.
O bom desempenho da Cobra e da nascente indústria nacional de informática fez com que, em 3 de outubro de 1984, o Governo Federal aprovasse a Lei da Informática, que instituiu a chamada "Reserva de Mercado", dificultando as importações. O objetivo era proteger a produção nacional e atingir a soberania tecnológica.
Governos estrangeiros reagiram à reserva de mercado. Os Estados Unidos da América aumentaram tarifas sobre vários produtos brasileiros. Sob pressão, apenas três anos depois, o Governo Brasileiro cede e aprova a Lei de Software, em 1987, iniciando a abertura sem planejamento do mercado de informática do País.

## Anos 1990
Vencedor das primeiras eleições presidenciais diretas em três décadas, o Governo Collor aprova uma nova Lei de Informática, que representou uma abertura definitiva do mercado brasileiro, resultando no fechamento de várias fábricas e empresas do setor.
Ao mesmo tempo, os avanços tecnológicos da década de 90 e a popularização da Internet fez com que os bancos dessem um salto de qualidade na automação de seus produtos e serviços: surgiram caixas eletrônicos, cartões magnéticos, o código de barras e o Internet Banking.
Acompanhando a tendência do mercado, o Banco do Brasil adquire a maior parte das ações da Cobra, que passa a ser parceira na prestação de serviços de tecnologia. Grandes contratos são assinados, como o de "Assistência Técnica" e o de "Processamento Eletrônico de Documentos".

## Anos 2000
A empresa muda seu nome para Cobra Tecnologia e consolida-se como parceira estratégica do Banco do Brasil e também continua a atuar como provedora de soluções tecnológicas para administração pública federal, estadual e municipal.
O Governo Federal começa a estimular o uso de Softwares Livres, que são sistemas com código-fonte aberto e propriedade intelectual coletiva, como forma de reduzir a dependência das grandes empresas.
Em 2005, a Cobra assina contrato de prestação de serviços especializados em Software Livre para o Banco do Brasil. A Empresa colabora para o que foi uma das maiores migrações do mundo para sistemas abertos. Mais de 100 mil equipamentos do BB passaram a rodar com sistema operacional livre, o GNU/Linux, inclusive todos os Terminais de Autoatendimento.

## Anos 2010
Em 2012, a Empresa se reposicionou e passou a se dedicar principalmente à prestação de serviços para o Conglomerado Banco do Brasil, em duas frentes: Serviços de Processos de Negócios (BPO) e Serviços de Tecnologia da Informação (ITO).
Em 2013, mudou seu nome fantasia para BB Tecnologia e Serviços (BBTS), como forma de demonstrar ao mercado sua proximidade e alinhamento com seu controlador, o Banco do Brasil, que detém 99,97% de seu capital social.
A Empresa terminou o ano de 2013 com um faturamento de R$ 616 milhões, quatro mil colaboradores e capacidade de atendimento em 3.600 municípios brasileiros, tendo a capilaridade pelo território nacional um de seus principais diferenciais competitivos.
Como "visão de futuro", em 2015, passou a perseguir o reconhecimento como principal e melhor parceiro estratégico do Banco do Brasil e entidades ligadas na prestação de serviços de TI e de suporte ao negócio. A partir de 2016, um novo desejo foi incluído na aspiração de longo prazo: ser reconhecida como melhor empresa para trabalhar pelos funcionários.
Um lucro bastante representativo foi alcançado no ano de 2019: de R$ 53,8 milhões. Se comparado ao de 2018, quando o lucro foi de 12,2 milhões, o resultado da BBTS apresentou crescimento de 340%. A Empresa atribui o progresso à evolução nos negócios, à dedicação dos colaboradores, ao atendimento de qualidade e cumprimento dos ANS (Acordos de Nível de Serviço) dos contratos.
A BBTS conta hoje com um portfólio diversificado: Assistência Técnica, Monitoração, Segurança Eletrônica, Contact Center, Apoio Logístico a serviços bancários, Gerenciamento de Documentos, Impressão, Fábricas de Software e Testes, Software Livre, Gestão de Recursos de Telecomunicações e SMS Broker. 

## Evolução das Marcas

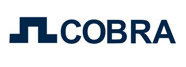
1ª Marca.
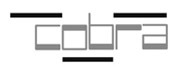
2ª Marca.
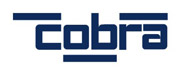
3ª Marca.
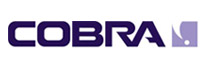
4ª Marca.
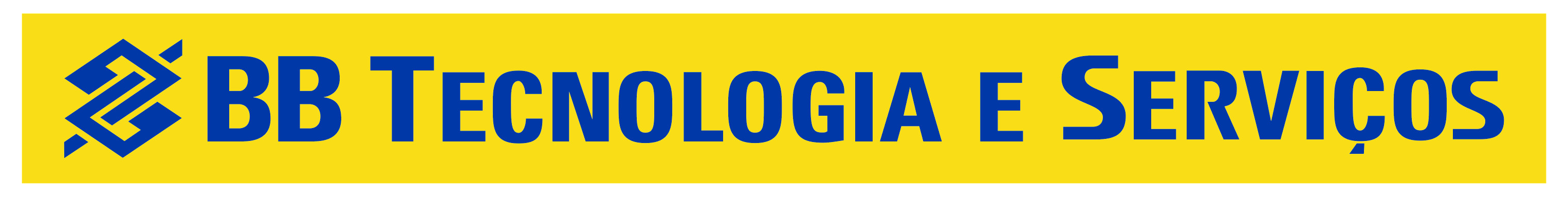
5ª Marca.
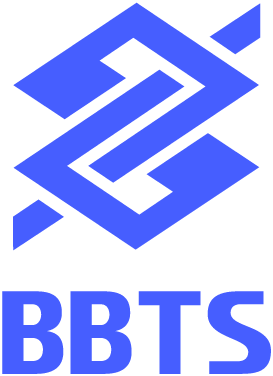
Marca 2023
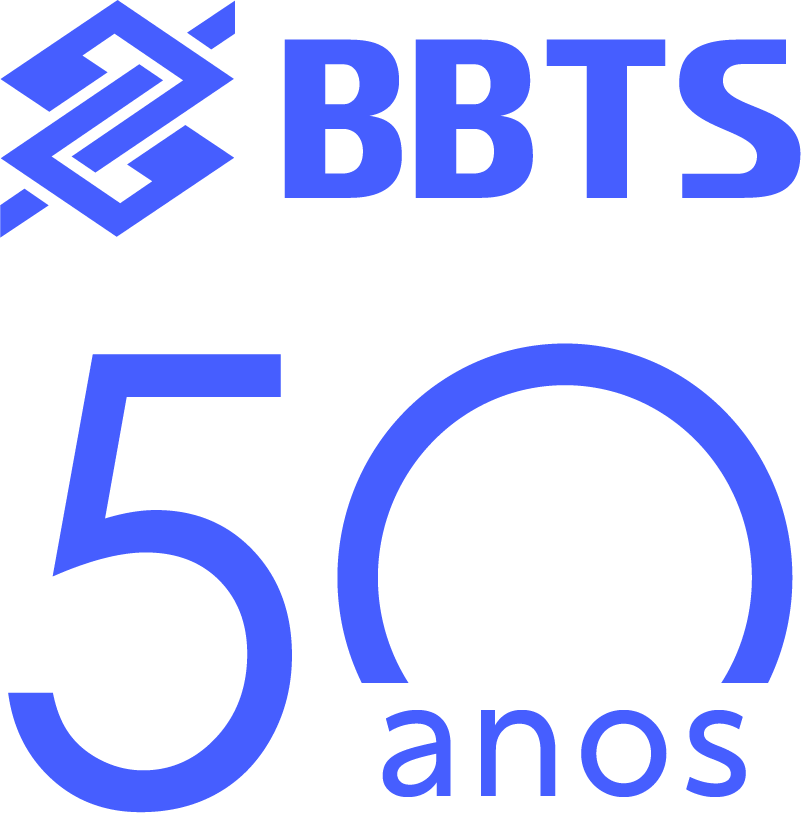
Selo comemorativo